# NCIS: New Orleans
NCIS: New Orleans (Naval Criminal Investigative Service: New Orleans) É uma série de Tv Americana que combina elementos dramáticos, Justiça militar e de procedimento policial, exibida a partir da temporada 2014-2015 como spin-off de NCIS
O Piloto foi escrito por Gary Glasberg.  A série tem como produtores executivos Gary Glasberg, Mark Harmon and Jeffrey Lieber.
No Brasil a série é exibida pelos canais a cabo A&E e AXN, vindo a estrear em 19 de setembro de 2015.
Em 18 de fevereiro de 2021, a CBS anunciou que a série foi cancelada e o último episódio irá ao ar em 23 maio de 2021, após sete temporadas.

## Informações sobre a Série
Em 12 de janeiro de 2015 a CBS anunciou a renovação da série para uma 2ª temporada.
Em 19 de junho de 2015 Daryl "Chill" Mitchell e Shalita Grant, que interpretaram papéis recorrentes na primeira temporada da série, foram confirmados no elenco principal para a segunda temporada.
Em 25 de Março de 2016 a CBS renovou a série para uma terceira temporada. Em 27 de Julho de 2016 foi divulgado que a personagem Meredith Brody, interpretada pela atriz Zoe McLellan, não retornará para a terceira temporada, por "razões criativas".
A atriz Vanessa Ferlito foi incorporada ao elenco principal para a terceira temporada.
Em 23 de Março de 2017 a CBS renovou a série para uma quarta temporada, a estrear em 26 de Setembro de 2017.
Em 31 de janeiro de 2018 a CBS informou que Shalita Grant, que interpreta a Agente Sonja Percy, deixaria a série durante a 4ª temporada. De acordo com a atriz e com a emissora, a decisão foi "mútua" e "amigável".
Em 18 de abril de 2018, a CBS renovou a série para uma 5ª temporada.
No dia 17 de maio de 2018, a CBS comunicou o afastamento do showrunner da série, Brad Kern, após investigações de comportamento inadequado e denúncias de assédio sexual, e sua substituição por Christopher Silber.
Em 24 de Agosto de 2018 foi anunciado que Necar Zadegan seria incorporada ao elenco da série na 5.ª temporada, no papel da Agente Hannah Khoury.
Em 22 de abril de 2019, a CBS renovou a série para uma sexta temporada. 
Em 8 de novembro de 2019 foi informado que Lucas Black deixaria a série, por desejar dedicar mais tempo à sua família. Em 15 de fevereiro de 2020, os produtores informaram que Charles Michael Davis seria incorporado ao elenco principal da série, em substituição a Lucas Black.
Em 6 de maio de 2020 a CBS renovou a série para uma sétima temporada. 
Em 18 de fevereiro de 2021, a CBS anunciou que a série foi cancelada e o último episódio irá ao ar em 23 maio de 2021, após sete temporadas.

## Enredo
Comandado pelo Agente Senior Dwayne Cassius Pride, o Escritório do NCIS em New Orleans tem como função investigar todos os casos relacionados à Marinha dos Estados Unidos e ao Corpo de Fuzileiros Navais desde o Rio Mississipi até o "Cabo" do Texas. Morando e trabalhando no escritório, Pride comanda uma pequena equipe, formada pelo Agente de Campo Christopher LaSalle e sua parceira, a Agente Meredith Brody. LaSalle, recrutado por Pride do escritório do xerife, é um mulherengo que vive e respira a aplicação da lei; Brody, transferida do Escritório dos Grandes Lagos, já trabalhou como agente embarcada e tenta deixar seu passado para trás ao transferir-se para a Cidade Crescente. Posteriormente juntaram-se à equipe as Agentes Sonja Percy, oriunda da AFT, Tammy Gregorio, vinda do FBI, e a Agente Supervisora Hannah Khoury. Na sexta temporada é agregado à equipe o Agente Quentin Carter, após a morte de LaSalle. A equipe é assistida pela Dra. Loretta Wade e por Sebastian Lund, peritos forenses do Departamento de Medicina do Distrito de Jefferson que prestam serviços ao NCIS, e por Paton Plame, especialista em computação do NCIS e agente freelance.

## Elenco
| Ator/Atriz             | Personagem             | Cargo                                                                                            |
| ---------------------- | ---------------------- | ------------------------------------------------------------------------------------------------ |
| Scott Bakula           | Dwayne Cassius Pride   | Agente especial Senior                                                                           |
| Lucas Black            | Christopher Lasalle    | Agente Especial (até a 6ª temporada)                                                             |
| Zoe McLellan           | Meredith "Merri" Brody | Agente Especial                                                                                  |
| CCH Pounder            | Dr. Loretta Wade       | Legista                                                                                          |
| Rob Kerkovich          | Sebastian Lund         | Assistente de Laboratório da Dra. Wade e Agente do NCIS em treinamento a partir da 3.ª temporada |
| Daryl "Chill" Mitchell | Patton Plame           | Especialista em Computação Forense                                                               |
| Shalita Grant          | Sonja Percy            | Agente do NCIS e ex-Agente da AFT (da 2.ª à 4.ª temporada)                                       |
| Vanessa Ferlito        | Tammy Gregorio         | Agente do NCIS e ex-Agente do FBI (a partir da 3.ª temporada)                                    |
| Necar Zadegan          | Hannah Khoury          | Agente Supervisora do NCIS (a partir da 5.ª temporada)                                           |
| Charles Michael Davis  | Quentin Carter         | Agente Especial do NCIS (a partir da 6ª temporada)                                               |
| Chelsea Field          | Rita Devereaux         | Namorada de Dwayne Pride                                                                         |

## Visão Geral dos Personagens
| Participante | Participante | Participante | Participante |
| ------------ | ------------ | ------------ | ------------ |
|              | Principal    |              | Recorrente   |

| Personagem             | Temporadas | Temporadas | Temporadas | Temporadas | Temporadas | Temporadas | Temporadas | Temporadas |
| Personagem             | INT        | 1          | 2          | 3          | 4          | 5          | 6          | 7          |
| ---------------------- | ---------- | ---------- | ---------- | ---------- | ---------- | ---------- | ---------- | ---------- |
| Dwayne Cassius Pride   |            |            |            |            |            |            |            |            |
| Christopher Lasalle    |            |            |            |            |            |            |            |            |
| Meredith "Merri" Brody |            |            |            |            |            |            |            |            |
| Dr. Loretta Wade       |            |            |            |            |            |            |            |            |
| Sebastian Lund         |            |            |            |            |            |            |            |            |
| Patton Plame           |            |            |            |            |            |            |            |            |
| Sonja Percy            |            |            |            |            |            |            |            |            |
| Tammy Gregorio         |            |            |            |            |            |            |            |            |
| Hannah Khoury          |            |            |            |            |            |            |            |            |
| Quentin Carter         |            |            |            |            |            |            |            |            |
| Rita Devereaux         |            |            |            |            |            |            |            |            |

## Personagens

### Principais
• Dwayne Cassius “King” Pride: interpretado por Scott Bakula, é Agente do NCIS encarregado do escritório de New Orleans, sua cidade natal. Foi casado com Linda (Paige Turco), mas não conseguiu evitar o fim do casamento; ambos têm uma filha, Laurel, que cursa Música na Universidade Estadual de Louisiana. É amigo de longa data de Leroy Jethro Gibbs, protagonista de NCIS. Seu pai, Cassius Pride (Stacy Keach), está cumprindo pena na Penitenciária Correcional de Gretna. Pride já foi Delegado de polícia do Distrito de Jefferson. Cultiva uma relação próxima e quase paternal com seus colegas. No episódio final da série, Pride casa-se com sua namorada, a advogada do JAG Rita Deveraux (Chelsea Field). Dublado no Brasil por Luiz Antonio Lobue.
• Christopher LaSalle: interpretado por Lucas Black, era Agente Especial do NCIS e Agente de Campo Sênior do Escritório de New Orleans. Nascido no Alabama, foi vice-delegado e formou-se na Universidade de Alabama. Tinha um irmão mais velho, Cade, que sofria de transtorno bipolar, o que sempre lhe trazia grandes preocupações. LaSalle foi baleado e morto num episódio da 6ª temporada, enquanto tentava vingar a morte do irmão. Dublado no Brasil por Vagner Fagundes.
• Meredith “Merri” Brody: interpretada por Zoe McLellan, é uma Agente Especial do NCIS transferida, a pedido, do Escritório dos Grandes Lagos; é especialista em interrogatórios e faixa preta em Aikido. Tinha uma irmã gêmea chamada Emily Ann Brody. Merri tem um passado obscuro, tendo possivelmente participado de operações secretas, em uma delas conheceu o Agente Gibbs de NCIS. É formada na Universidade de Michigan. Deixou a equipe após o final da segunda temporada, sendo substituída por Tammy Gregorio. Dublada no Brasil por Angélica Santos.
• Sebastian Lund: interpretado por Rob Kerkovich, é perito forense e assistente de laboratório da Dra. Wade. É bem humorado e adepto por teorias da conspiração, e não acredita que o Homem chegou à Lua. A partir da terceira temporada passou a ser Agente probatório do NCIS. Dublado no Brasil por Diego Lima.
• Dra. Loretta Wade: interpretada pela atriz guianense CCH Pounder, é médica forense do Distrito de Jefferson, cujo escritório é contratado pelo NCIS para autópsias e análises forenses. É formada pela Universidade de Harvard e, após formar-se, viajou a New Orleans a passeio e acabou por ficar em definitivo. Loretta acolheu e adotou dois garotos, Danny e C. J. Malloy, filhos de um traficante preso pela equipe de Pride. Dublada no Brasil por Rosana Beltrame.
• Patton Plame: interpretado por Daryl "Chill" Mitchell, é um especialista em computação, é paraplégico e vive em uma cadeira de rodas. Auxiliou a equipe como técnico autônomo (freelancer) na primeira temporada da série, como personagem recorrente, sendo incluído no elenco principal a partir da segunda temporada. Seu principal passatempo é rebater as teorias conspiratórias de Sebastian. Dublado no Brasil por Ramon Campos.
• Sonja Percy: interpretada por Shalita Grant, é ex-agente da AFT. Ajudou Pride e sua equipe em sua perseguição ao assassino Baitfish, quando manifestou desejo em ser incorporada à equipe do NCIS em New Orleans. A partir da segunda temporada passou a integrar oficialmente a equipe. No episódio 17 da 4ª temporada, aceitou um convite para juntar-se ao FBI, deixando consequentemente o NCIS. Dublada no Brasil por Samira Fernandes.
• Tammy Gregorio: interpretada por Vanessa Ferlito. Era uma Agente do FBI enviada para investigar a equipe de Pride após os acontecimentos do final da 2ª temporada, mas acabou por deixar o FBI e juntar-se ao NCIS, passando a integrar oficialmente a equipe na vaga deixada por Brody.
• Hannah Khouri: interpretada pela atriz germano-americana de ascendência iraniana Necar Zadegan. É Agente Sênior do NCIS e foi transferida para New Orleans no início da quinta temporada para substituir Pride como Supervisora da equipe, quando ele foi promovido a Agente Encarregado.
• Rita Devereaux: interpretada por Chelsea Field, esposa de Scott Bakula. É advogada militar do JAG lotada em Washington D.C. e namorada de Pride. Foi creditada como personagem recorrente da 3ª até a 6ª temporadas e principal na 7ª temporada.
• Quentin Carter: interpretado por Charles Michael Davis, é Agente especial do NCIS e junta-se à equipe na 6ª temporada, após a morte do Agente Chris LaSalle.

### Recorrentes
• Agente Senior do NCIS Leroy Jethro Gibbs: interpretado por Mark Harmon, que também é co-produtor da série. Ele e Pride mantêm uma antiga e sólida amizade.
• Agente Especial do CGIS Abigail Borin: interpretada por Diane Neal, é agente investigativa da Guarda Costeira e tem amizade com Pride. Também participa da série original NCIS.
• Douglas Hamilton: interpretado por Steven Weber, é Conselheiro Distrital da cidade de New Orleans. Há uma grande animosidade entre ele e Dwayne Pride. Na segunda temporada, Hamilton foi eleito Prefeito de New Orleans após a prisão de seu adversário por tráfico de drogas. Foi afastado de seu cargo e preso por Pride no final da 3ª temporada, após tentar causar uma tragédia ambiental para justificar a desapropriação de todo um bairro para construção de um estaleiro.
• Cade LaSalle: interpretado por Clayne Crawford, é o irmão de Chris LaSalle e sofre de transtorno bipolar, necessitando de cuidados constantes.
• Linda Pride: interpretada por Paige Turco, é a ex-esposa de Pride. Seu nome de solteira era Walters.
• Laurel Pride: interpretada por Shanley Caswell, é filha de Pride e Linda e estuda música na Louisiana State University.
• Cassius Pride: interpretado por Stacy Keach. É o pai encarcerado de Pride.
• Danny Malloy: interpretado por Christopher Meyer, é o filho adotivo mais velho de Loretta Wade.
• C. J. Malloy: interpretado por Dani Dare, é o irmão mais novo de Danny e também foi adotado por Loretta.
• James "Jimmy" Boyd: interpretado por Jason Alan Carvell, é filho de Cassius e meio-irmão de Dwayne Pride.

## Resumo da série
| Temporada | Temporada  | Episódios | Episódios | Originalmente exibido  | Originalmente exibido |
| Temporada | Temporada  | Episódios | Episódios | Estreia da temporada   | Final da temporada    |
| --------- | ---------- | --------- | --------- | ---------------------- | --------------------- |
|           | Introdução | 2         | 2         | 25 de março de 2014    | 1 de abril de 2014    |
|           | 1          | 23        | 23        | 23 de setembro de 2014 | 12 de maio de 2015    |
|           | 2          | 24        | 24        | 22 de setembro de 2015 | 17 de maio de 2016    |
|           | 3          | 24        | 24        | 20 de setembro de 2016 | 16 de maio de 2017    |
|           | 4          | 24        | 24        | 26 de setembro de 2017 | 15 de maio de 2018    |
|           | 5          | 24        | 24        | 25 de setembro de 2018 | 14 de maio de 2019    |
|           | 6          | 20        | 20        | 24 de setembro de 2019 | 19 de abril de 2020   |
|           | 7          | 16        | 16        | 8 de novembro de 2020  | 23 de maio de 2021    |